# Arvingerne
Arvingerne (De erfgenamen), internationaal bekend als The Legacy (De erfenis), is een Deense tv-dramaserie, bedacht en deels geschreven door Maya Ilsøe. Het eerste seizoen werd uitgezonden op de Deense nationale omroep DR in januari 2014. Het tweede seizoen werd een jaar later uitgezonden, het derde in 2017. De serie gaat over een familie die in een strijd om een erfenis verwikkeld geraakt.

## Plot

### Serie 1
Na de dood van de bekende Deense kunstenares Veronika Grønnegaard ontstaat een strijd om haar erfenis. Veronika had net voor haar dood op de achterkant van een schets een verklaring geschreven die inhoudt dat ze het huis Grønnegaard nalaat aan haar dochter Signe, die door haar biologische vader John Larsen werd geadopteerd. Signe wist tot dan toe niet dat Veronika haar moeder was. Deze ontwikkeling zorgt voor wrevel in de familie Grønnegaard, want Gro, dochter van Veronika en de oude hippie Thomas, wil van het huis een museum maken dat gewijd is aan haar moeder. De oudste zoon, Frederik, wil het huis voor zijn gezin hebben, want het is het huis waar hij ooit woonde en waar zijn vader waar hij altijd naar opkeek, zelfmoord pleegde. Maar ook de jongste zoon Emil wil de erfenis van zijn moeder, omdat hij schulden heeft in Thailand. Wat volgt is een strijd vol intriges en ontdekkingen uit een gemeenschappelijk verleden.

### Serie 2
Een jaar nadat Signe het huis heeft gekregen is er veel veranderd. Thomas, die nog steeds op het terrein woont in een oude caravan, is vader geworden van Melody maar Isa, de moeder, is instabiel en heeft problemen met het opvoeden van Melody. Frederik heeft nog altijd problemen met het slippertje van Solveig en Emil, hierdoor raakt hun relatie in problemen en Solveig vraagt de scheiding aan. Frederik is zichzelf niet meer en heeft last van woedeaanvallen. Emil is gearresteerd in Thailand op verdenking van drugbezit. Hij wordt slecht behandeld in de gevangenis, maar Gro en Frederik slagen erin om Emil vrij te krijgen en keren met hem terug naar Denemarken. Signe kweekt nu hennep voor industriële doeleinden, maar na een controle blijkt dat er wiet wordt geteeld op haar hennepveld. De planten bleken van Thomas te zijn en de politie besluit alles te vernietigen. Signe zit nu met grote problemen aangezien ze niet kan oogsten en het hennepveld haar enige bron van inkomsten is. Ze dreigt ermee het huis terug te verkopen om zo uit de schulden te geraken. Dit blijkt niet nodig te zijn wanneer Signe een werk van Veronika kan verkopen, dat Signe uitbeeldt en dat zij van Gro gekocht heeft. Daardoor geraakt ze tijdelijk uit haar schulden, toch moet ze later nog lenen bij Gro om haar inkomstenverlies te beperken. Dit betekent dat ze drastische maatregelen moet nemen in het huis: Gro moet huur betalen voor het gebruik van de kelder, waar nog werken van Veronika liggen. Thomas moet definitief verhuizen naar de woonwagen en mag voortaan niets meer lenen of gebruiken dat van Signe is. Het werk dat Signe verkocht had zal tentoongesteld worden, maar enkel wanneer ze de schets van het werk kunnen afleveren. Signe weet niet waar het ligt en Frederik en Emil zoeken naar de schets, maar tevergeefs. Het was namelijk niet van de hand van Veronika maar van Gro. Zij had losse onderdelen bij elkaar gevoegd om daarmee Emil te kunnen vrijkopen uit de gevangenis. De familie komt dit te weten en Signe dreigt Gro aan te geven bij de politie. Dit doet ze uiteindelijk niet. Ze maken zelf een schets die ze afgeven en later gooien ze alle bewijsstukken weg in een grote kuil bij het huis.

### Serie 3
De derde serie begint met de mededeling "Drie jaar later". Thomas is overleden. Frederik woont in de Verenigde Staten, Solveig heeft een nieuwe echtgenoot Klaus. Emil zorgt vooral voor Thomas' peuterdochtertje Melody, wier moeder Isa geheel van het toneel is verdwenen. Signe woont samen met haar nieuwe vriend Aksel en is bezig een varkenshouderij voor scharrelvarkens op te zetten. Gro is nog steeds actief in de kunstwereld en organiseert in de eerste aflevering in de kunsthal een performance van een op Grønnegaard wonend collectief van jonge kunstenaars, waarvan haar nichtje Hannah (dochter van Frederik en Solveig), deel uitmaakt. Onverwacht duikt ook Frederik op. Hannah gaat voor haar activistische kunstproject naar Groenland, waar ze verongelukt. Solveig, die aan de alcohol raakt, en Frederik, die ruzie maakt met alles en iedereen, zijn wanhopig na de dood van hun dochter. Er ontstaan ook nieuwe conflicten tussen de vier erfgenamen en hun omgeving. Signe houdt zich bezig met biologische landbouw in samenwerking met de Zweedse Karin en krijgt ruzie met een buurman, boer Jensen. Frederik is boos op het kunstenaarscollectief dat hij verantwoordelijk houdt voor Hannah's dood, maar verandert van mening als hij zich realiseert dat ze in Groenland bewijzen hebben gevonden tegen een grote mijnbouwonderneming die het milieu illegaal aantast. Over de aanpak hiervan verschilt hij van mening met het kunstenaarscollectief. Emil vindt dat hij een veilig kader moet creëren voor Melody in de chaos waarin Grønnegaard verkeert. Frederik besluit de kunstenaars te helpen met een illegale installatie en sleept Emil daarin mee. Door deze actie krijgt Signe ruzie met de dorpsbewoners, maar haar broers en Gro weten de verstandhouding te verbeteren door te helpen met juridische procedures. Aan het eind nemen Signe en Aksel een belangrijke beslissing, terwijl Gro een grote installatie ontwerpt waaraan uiteindelijk iedereen meedoet, ook Solveig die langzaam herstelt van haar boosheid en verdriet.

## Cast
Hoofdrollen
- Carsten Bjørnlund als Frederik Grønnegaard (seizoen 1, 2, 3)
- Mikkel Boe Følsgaard als Emil Grønnegaard (seizoen 1, 2, 3)
- Trine Dyrholm als Gro Grønnegaard (seizoen 1, 2, 3)
- Marie Bach Hansen als Signe Larsen (seizoen 1, 2, 3)
- Lene Maria Christensen als Solveig Riis Grønnegaard (seizoen 1, 2, 3)

Bijrollen
- Kirsten Olesen als Veronika Grønnegaard (seizoen 1)
- Jesper Christensen als Thomas Konrad (seizoen 1, 2)
- Kirsten Lehfeldt als Lone Ramsbøll (seizoen 1, 2, 3)
- Peter Hesse Overgaard als Kim Halland (seizoen 1, 2, 3)
- Trond Espen Seim als Robert Eliassen (seizoen 1, 2, 3)
- Josephine Park als Isa (seizoen 2)
- Karla Løkke als Hannah Grønnegaard (seizoen 1, 2, 3)
- Victor Stoltenberg Nielsen als Villads Grønnegaard (seizoen 1, 2, 3)
- Jens Jørn Spottag als John Larsen (seizoen 1, 2, 3)
- Annette Katzmann als Lise Larsen (seizoen 1, 2, 3)
- Pernilla August als Karin (seizoen 3)

## Afleveringen

### Seizoen 1 (2014)
| Nr. | #  | Titel         | Regisseur          | Schrijver(s)                                                        | Datum DK         | Datum NL         | Kijkcijfers DK |
| --- | -- | ------------- | ------------------ | ------------------------------------------------------------------- | ---------------- | ---------------- | -------------- |
| 1 | 1  | Aflevering 1  | Pernilla August    | Maya Ilsøe, Lolita Belstar                                          | 1 januari 2014   | 15 december 2014 | 1.784.000      |
| Op haar landgoed op het Deense platteland leidt de wereldvermaarde kunstenares Veronika Grønnegaard al sinds de wilde jaren 60 een excentriek en kleurrijk leven. Haar vier kinderen hebben elk op hun eigen manier de gevolgen van een vrijzinnige en chaotische jeugd ondervonden. Wanneer hun moeder sterft, komen ze allemaal samen om de erfenis te regelen.Veronika laat echter heel haar landgoed na aan slechts een van haar kinderen. Wat een vlotte en vredige regeling had moeten worden, mondt uit in een pijnlijk proces waarbij geheimen, spanningen en leugens langzaam maar zeker aan de oppervlakte komen. |    |               |                    |                                                                     |                  |                  |                |
| 2 | 2  | Aflevering 2  | Pernilla August    | Maya Ilsøe, Lolita Belstar                                          | 5 januari 2014   | 22 december 2014 |                |
| Signe besluit zelf de vele bloemstukken voor de uitvaart van Veronika bij Grønnegaarden te bezorgen. De gebeurtenissen op Grønnegaarden leggen meer geheimen bloot, en Signe komt tot de ontdekking dat haar ouders iets achterhouden. Bij de begrafenis maakt Gro van de gelegenheid gebruik om te vertellen over de plannen die zij en Veronika hadden met Grønnegaarden. Voor haar broers, die andere plannen met hun erfdeel en het huis hebben, komen Gro's plannen volledig uit de lucht vallen. |    |               |                    |                                                                     |                  |                  |                |
| 3 | 3  | Aflevering 3  | Pernilla August    | Maya Ilsøe, Lolita Belstar, Per Daumiller                           | 12 januari 2014  | 29 december 2014 |                |
| Signe krijgt van haar ouders geen antwoord op de vragen die ze heeft over haar jeugd, en zoekt daarom toenadering tot Gro, die in volop bezig is haar ambitieuze museumplannen te realiseren. Gro is niet echt geïnteresseerd in Signe, maar als ze ontdekt dat Frederik mogelijk haar plannen met het museum dwarsboomt, gaat Gro toch in op het verzoek van Signe en nodigt haar uit voor een etentje op Grønnegaarden. |    |               |                    |                                                                     |                  |                  |                |
| 4 | 4  | Aflevering 4  | Jesper Christensen | Maya Ilsøe, Anders Frithiof August, Per Daumiller                   | 19 januari 2014  | 5 januari 2015   |                |
| Signe staat op het punt Grønnegaarden aan het museumfonds van Gro te schenken als ze erachter komt dat Frederik en Emil daar bezwaar tegen hebben. Signe nodigt haar broers en zus uit voor een lunch, en komt met een oplossing waarvan ze hoopt dat iedereen zich erin kan vinden. Voor Thomas wordt de situatie onhoudbaar als hij zich realiseert dat zijn woonwagen door de nieuwbouw weg moet. Hij voelt zich gepasseerd en werpt letterlijk een barricade op. |    |               |                    |                                                                     |                  |                  |                |
| 5 | 5  | Aflevering 5  | Jesper Christensen | Maya Ilsøe, Anders Frithiof August, Lolita Belstar                  | 26 januari 2014  | 12 januari 2015  |                |
| Gro en Signe bereiden de oprichtingsvergadering van het museumfonds voor, en nodigen ook Thomas daarvoor uit. Frederik verdenkt echter Gro ervan de museumdocumenten te hebben vervalst, en samen met Emil confronteert hij haar daarmee. Solveig mist Frederik, die alleen maar met de erfenis bezig is. Zij plant daarom een romantisch avondje voor hen alleen. |    |               |                    |                                                                     |                  |                  |                |
| 6 | 6  | Aflevering 6  | Heidi Maria Faisst | Maya Ilsøe, Maja Jul Larsen, Lolita Belstar, Lasse Kyed Rasmussen   | 2 februari 2014  | 19 januari 2015  |                |
| Frederik eist Grønnegaarden op en dagvaardt daarom Signe, die moet bewijzen dat ze Veronika niet heeft gedwongen om het huis aan haar af te staan. Solveig is flink in de war door haar avondje met Emil, en Frederik heeft het gevoel dat er thuis iets goed mis is. Gro is aangedaan door de gebeurtenissen rond het museum, en Thomas en Robert doen hun best om haar weer tot zichzelf te laten komen. |    |               |                    |                                                                     |                  |                  |                |
| 7 | 7  | Aflevering 7  | Heidi Maria Faisst | Maya Ilsøe, Maja Jul Larsen, Lolita Belstar, Karina Dam             | 9 februari 2014  | 26 januari 2015  |                |
| Het is de eerste dag van de rechtszaak over Grønnegaarden. Signe denkt een goede verdediging te hebben, maar Frederik pakt het onverwacht anders aan en al gauw gaat alle aandacht uit naar John en al diens geheimen. |    |               |                    |                                                                     |                  |                  |                |
| 8 | 8  | Aflevering 8  | Louise Friedberg   | Maya Ilsøe, Maja Jul Larsen, Lolita Belstar, Anders Frithiof August | 16 februari 2014 | 2 februari 2015  |                |
| Signe heeft Grønnegaarden toegewezen gekregen, en haar broers en zus zijn bezig met inpakken. Bij het opruimen komen de herinneringen boven bij Frederik, die iets onthult waarover hij jaren heeft gezwegen. Maar Frederik is niet de enige met geheimen, ook Solveig wordt gedwongen haar kaarten op tafel te leggen. |    |               |                    |                                                                     |                  |                  |                |
| 9 | 9  | Aflevering 9  | Louise Friedberg   | Maya Ilsøe, Maja Jul Larsen, Lolita Belstar                         | 26 februari 2014 | 9 februari 2015  |                |
| Signe en Andreas zijn druk bezig met de verbouwing van Grønnegaarden, maar zijn niet even blij over het resultaat. Door een gebeurtenis in het verleden ziet Gro een mogelijkheid weer haar oude positie terug te krijgen in de museumbranche. Emil staat onder druk door zijn schuld in Thailand en neemt een drastisch besluit. |    |               |                    |                                                                     |                  |                  |                |
| 10 | 10 | Aflevering 10 | Louise Friedberg   | Maya Ilsøe, Maja Jul Larsen, Lolita Belstar                         | 2 maart 2014     | 16 februari 2015 |                |
| Als Signes plannen om landbouw te bedrijven op Grønnegaarden werkelijkheid lijken te worden, beseft Andreas dat een gezinsleven met kleine kinderen geen prioriteit heeft bij Signe. Frederik heeft er moeite mee dat Solveig is vreemdgegaan. Hij probeert het een plek te geven en stelt zich open voor Solveig. Gro is bij het kunstmuseum begonnen en verkoopt daarnaast de beelden van Veronika. De kopers laten op zich wachten, maar na een telefoontje van Emil uit Thailand laat Gro haar ambities voor de verkoop van Veronika's beelden varen.                                                                   |    |               |                    |                                                                     |                  |                  |                |

### Seizoen 2 (2015)
| Nr. | # | Titel        | Regisseur           | Schrijver(s)                                                   | Datum DK         | Datum NL         | Kijkcijfers NL |
| --- | - | ------------ | ------------------- | -------------------------------------------------------------- | ---------------- | ---------------- | -------------- |
| 11 | 1 | Aflevering 1 | Jesper Christensen  | Maya Ilsøe, Heidi Maria Faisst, Maja Jul Larsen                | 1 januari 2015   | 18 januari 2016  |                |
| De familie Grønnegaard treft voorbereidingen voor de naamgeving ceremonie van het kind van Thomas en Isa. Gro wordt de peetmoeder van het kind, maar Isa is het hier niet mee eens. Emil wacht in Thailand op de uitspraak in zijn rechtszaak. Frederik heeft het moeilijk met de ontrouw van zijn vrouw en verhuist met zijn gezin naar het platteland, om een nieuwe start te kunnen maken. Gro en René gaan in de kelder alle schetsen en prototypes van Veronika's werk doorzoeken. |   |              |                     |                                                                |                  |                  |                |
| 12 | 2 | Aflevering 2 | Jesper Christensen  | Maya Ilsøe, Heidi Maria Faisst, Maja Jul Larsen, Lars Andersen | 4 januari 2015   | 25 januari 2016  |                |
| Gro is aanwezig bij een belangrijke kunstbeurs en komt erachter dat Emil toch in de gevangenis terecht is gekomen. Ze vraag Frederik om hulp, maar hij staat niet te springen om zijn broer bij te staan, omdat Emil met zijn vrouw naar bed is geweest. Signe heeft moeite om de boerderij goed te laten draaien en probeert een lening te krijgen bij de bank. Gro wil naar Thailand gaan om Emil te helpen en vraagt aan Signe of zij op Melody, het kind van Thomas en Isa, kan passen. |   |              |                     |                                                                |                  |                  |                |
| 13 | 3 | Aflevering 3 | Jesper Christensen  | Maya Ilsøe, Heidi Maria Faisst, Maja Jul Larsen                | 11 januari 2015  | 1 februari 2016  | 217.000        |
| Gro en Frederik zijn aangekomen in Thailand en maken samen met de Thaise advocaat van Emil een afspraak met de aanklager. Frederik zegt tegen Emil dat hij weg moet blijven van zijn gezin, omdat hij anders het proces laat mislukken. In het huis van de familie Grønnegaard komt een kunstexpert het werk van Veronika taxeren, dat Signe heeft gekregen van Gro. Het blijkt heel veel waard te zijn. |   |              |                     |                                                                |                  |                  |                |
| 14 | 4 | Aflevering 4 | Mads Kamp Thulstrup | Maya Ilsøe, Heidi Maria Faisst, Maja Jul Larsen, Lars Andersen | 25 januari 2015  | 8 februari 2016  | 150.000        |
| Thomas leent de auto van Signe om Emil, Gro en Frederik op te halen bij het vliegveld. Solveig en de kinderen zijn ook naar het vliegveld gekomen om hun terugkomst te vieren, maar Frederik wil zo snel mogelijk naar huis. Daar aangekomen vraagt Solveig waarom hij zo afstandelijk doet. Signe is bezig om haar boerderij om te toveren tot hennepplantage. Ondertussen komt Gro erachter dat de Stuchting-Jakobsen graag het kunstwerk wil kopen dat Signe van Veronika heeft gekregen. |   |              |                     |                                                                |                  |                  |                |
| 15 | 5 | Aflevering 5 | Mads Kamp Thulstrup | Maya Ilsøe, Heidi Maria Faisst, Maja Jul Larsen                | 1 februari 2015  | 15 februari 2016 |                |
| Signe probeert haar boerderij te redden en heeft een koper gevonden voor de partij hennep. Ze heeft alleen geen geld om het te oogsten en moet daarom haar kunstwerk verkopen. Kim wil het wel kopen, maar tegen een veel te lage prijs. Signe zit in de problemen en denkt eraan om de boerderij te verkopen. De kinderen van Frederik gaan bij hem op bezoek, maar zijn zoon wil er eigenlijk niet zijn. Thomas besluit met Isa te gaan praten en Gro gaat mee ter ondersteuning. |   |              |                     |                                                                |                  |                  |                |
| 16 | 6 | Aflevering 6 | Heidi Maria Faisst  | Maya Ilsøe, Heidi Maria Faisst, Maja Jul Larsen, Lars Andersen | 8 februari 2015  | 22 februari 2016 |                |
| Signe is druk aan het werk bij de boerderij en heeft moeite om de nieuwe afspraken met de andere Grønnegaards rond te krijgen. Emil helpt Thomas met de uitbreiding van zijn schuur om plaats te maken voor Isa en Melody. Hannah is samen met Gro aan het werk in Kopenhagen wanneer Kim vertelt dat het werk van Signe onderdeel is van een enorme tentoonstelling in Hamburg. Gro gaat op zoek naar nog meer stukken van Veronika. Thomas, Isa, Melody en Emil zijn in de buurt gaan zwemmen en drinken wat alcohol. Op de weg terug crasht Isa tegen het vliegtuig aan dat in de tuin van de Grønnegaards staat. Signe belt het alarmnummer. |   |              |                     |                                                                |                  |                  |                |
| 17 | 7 | Aflevering 7 | Heidi Maria Faisst  | Maya Ilsøe, Heidi Maria Faisst, Maja Jul Larsen                | 15 februari 2015 | 29 februari 2016 |                |
| Gro verzorgt Thomas die nog steeds zwaar gewond in het ziekenhuis ligt. De vier kinderen van Veronika komen bij elkaar in het grote huis om te praten over de toekomst van de boerderij. Frederik baalt dat hij zijn kinderen niet meer mag zien, maar krijgt steun van Emil. Kim belt aan en zoekt naar schetsen van de kunstwerken van Veronika, om het werk dat Signe heeft ook daadwerkelijk aan Veronika toe te kunnen schrijven. Gro geeft later toe dat zij de kunstwerken zelf heeft gemaakt. Signe denkt erover na om naar de politie te stappen.                                                                                       |   |              |                     |                                                                |                  |                  |                |

## Distributie
| Land                        | Distributeur               | Logo | Media      | Premiere/release datum |
| --------------------------- | -------------------------- | ---- | ---------- | ---------------------- |
| Australië                   | Madman Entertainment       |      | dvd        | 3 december 2014        |
| België                      | Canvas                     |      | tv         | 26 mei 2015            |
| Denemarken                  | DR                         |      | tv         | 1 januari 2014         |
| Duitsland                   | Constatin Film             |      | dvd        | 8 januari 2015         |
| Estland                     | ETV2                       |      | tv         | 10 juni 2015           |
| Finland                     | YLE                        |      | tv         | 1 oktober 2014         |
| Verenigd Koninkrijk Ierland | Sky Arts                   |      | tv betaald | 5 november 2014        |
| Verenigd Koninkrijk         | Arrow Films                |      | dvd        | 2 februari 2015        |
| Hongarije                   | FilmBox Premium            |      | tv betaald | 12 juli 2015           |
| Nederland                   | Film1                      |      | tv betaald | 10 juni 2014           |
| Nederland                   | Lumière Home Entertainment |      | dvd        | 27 mei 2014            |
| Nederland                   | NPO 2                      |      | tv         | 15 december 2014       |
| Noorwegen                   | NRK                        |      | tv         | 23 februari 2014       |
| Polen                       | FilmBox Extra              |      | tv         | 8 november 2014        |
| Zweden                      | SVT                        |      | tv         | 7 april 2014           |

### Alternatieve titels
| Land                   | Titel                      |
| ---------------------- | -------------------------- |
| Duitsland              | Die Erbschaft              |
| Denemarken (werktitel) | Arven efter Veronika       |
| Estland                | Pärandus                   |
| Finland                | Perilliset                 |
| Griekenland            | I Klironomi/ Οι κληρονόμοι |
| Hongarije              | Örökösök                   |
| Noorwegen              | Arvingene                  |
| Rusland                | Наследие                   |
| Verenigd Koninkrijk    | The Legacy                 |
| Verenigde Staten       | The Legacy                 |
| Zweden                 | Arvingarna                 |
| Wereldwijd (Engels)    | The Legacy                 |